# 高岡電灯
高岡電灯株式会社（旧字体：高岡電燈株式會社󠄁、たかおかでんとう かぶしきがいしゃ）は、明治後期から昭和戦前期にかけて存在した日本の電力会社である。北陸電力送配電管内にかつて存在した事業者の一つ。
本社は富山県高岡市。1903年（明治36年）の設立・開業で、高岡市を中心とする富山県西部と石川県能登地方に電気を供給した。1941年（昭和16年）、日本海電気を中心とする北陸地方の電力会社計12社の新設合併に参加して北陸合同電気となった。

## 沿革

### 設立と開業

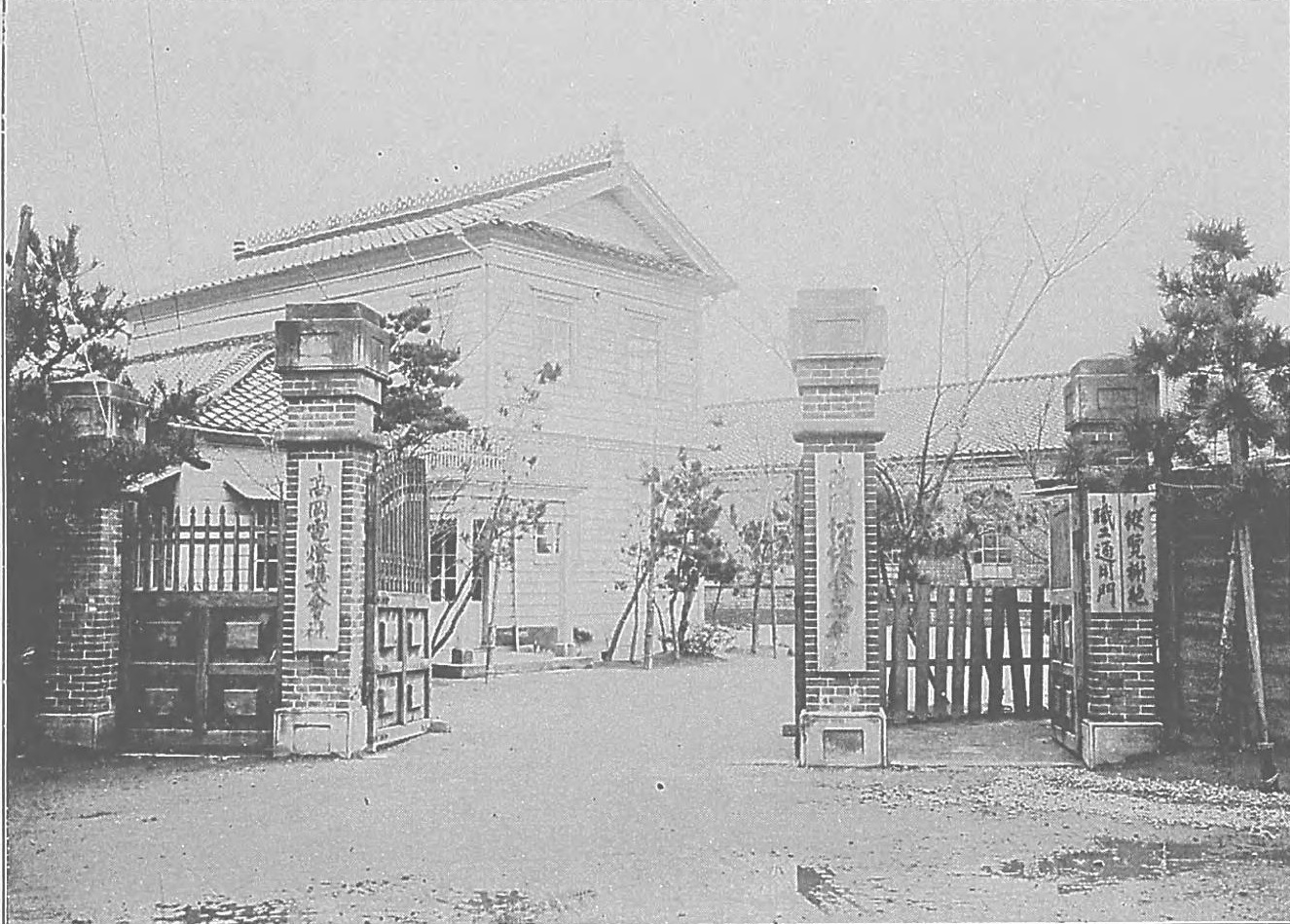
高岡紡績と高岡電灯（1909年以前に撮影）

1895年（明治28年）5月、高岡紡績という紡績会社が開業した。高岡市の実業家らによって計画されたもので、社長の6代目菅野伝右衛門は明治初期に回漕業者として北海道貿易で巨利を得、その利益を投じて大地主となっていた当時の高岡を代表する実業家である。高岡紡績の工場は北陸最初の輸入紡績機を用いる近代紡績工場とされ、照明には電灯を採用し、エジソン社製発電機を輸入して火力発電によって260灯を点灯、昼夜操業を行った。これ以前に試験的な電灯の点灯事例はあるが、実用的な電灯利用は北陸3県で最初であり、1899年（明治32年）の北陸最初の電気事業者である富山電灯（後の日本海電気）開業にも先行する。
富山市における富山電灯開業の翌1900年（明治33年）2月、高岡紡績では定款を改正して電気事業を営業目的に追加し、3月に電灯事業兼営を逓信大臣へ出願、5月1日にその許可を得た。同社は創業以来一貫して業績不振であり全体の3分の1程度しか昼夜操業を行っていなかった。このため特に夜間は動力設備に余力があり、余力の活用と本業不振を補うことが電気事業兼営の目的であったと考えられる。1900年5月30日に起工式を行って工事を進め、6月中旬には工場から山町筋の小馬出町まで配電線を架設し、宣伝も兼ねて試験点灯を予定した。ところが6月27日に高岡大火が発生し配電設備は焼失してしまう。さらにその後社長の菅野伝右衛門が没したことから電灯事業は頓挫した。
大火からの復興が進んだ1903年（明治36年）になって、当時の高岡紡績社長荒井荘蔵は、前社長の息子7代目菅野伝右衛門へ電気事業引き受けを要請した。これを受けて菅野は、高岡紡績関係者らの出資を募って自らを社長とする高岡電灯株式会社（資本金3万円）を同年7月20日に設立。高岡電灯は高岡紡績が輸入していた設備を譲り受け、これを工場構内に据え付けて12月31日に開業した。北陸3県では富山電灯・京都電灯福井支社（福井市）・金沢電気（金沢市）に続く4番目の電気事業で、県庁所在地以外の都市では最初の開業である。電源は火力発電で、蒸気機関を原動機として出力60キロワットの単相交流発電機1台を動かしていた。
電灯取付数は開業時643灯、1904年（明治37年）8月時点では792灯であった。詳細が判明する後者の時点のデータによると、需要家数は市内の戸数約7400戸に対し6パーセントにも満たない436戸で、全体の4割が10燭灯を1灯のみ取り付ける需要家であった。最大の需要家は郵便局で54灯、次点は打綿会社で18灯（高岡紡績が自家発電を行うため工場需要家はこれのみ）を取り付けていた。需要が限られたのは、最も利用が多い10燭灯でも月額1円という贅沢品で、なおかつ当初は技術的に安定せず停電が頻発したためであった。本格的な電灯普及は日露戦争後のことである。

### 配電会社化と事業拡大
日露戦争後に電気の需要が増加すると、富山電灯改め富山電気では発電力増強に乗り出し、1908年（明治41年）3月より婦負郡細入村庵谷（現・富山市庵谷）にて庵谷発電所の建設に着手する。高岡電灯でも需要増加に伴って開業以来の60キロワットの火力発電では対応できなくなっていたが、富山電気のように新発電所建設に踏み切ることはなく、1908年7月に同社と受電契約を締結して受電への転換を決定した。この庵谷発電所は翌年8月の落成を予定していたが、難工事が続いて工期が伸びたため、高岡電灯では暫定的に消費電力の小さい高価なタンタル電球を輸入して新規需要に対応している。
1910年（明治43年）3月、高岡電灯では配電設備拡充のため資本金を3万円から10万円へと増資。翌1911年（明治44年）1月に富山電気庵谷発電所が運転を開始したのを受けて、同年5月より同社からの受電を開始した。受電開始に伴い高岡以外にも伏木町や新湊町（現・射水市）へ配電範囲が拡大されていった。供給拡大の結果、1914年（大正3年）には電灯数が1万灯に達する。さらに大戦景気のため1916年より急速に供給が増大し、1919年（大正8年）には電灯数は3万灯、電力供給は1000キロワットを超えるに至った。また増資も相次ぎ、資本金は10万円から1913年（大正2年）6月に25万円、1922年（大正11年）1月には100万円へと増加している。
大戦景気の時期、新湊には日本鋼管電気製鉄所（現・JFEマテリアル）、伏木には北海電化工業（現・日本重化学工業）や北海曹達（現・東亞合成高岡工場）、北海工業（後の日本製紙伏木工場）といった工場が進出し、伏木港を囲む工業地帯が形成された。新湊・伏木両町とも高岡電灯の供給区域ではあるが、これらの諸工場に対する電力供給は配電会社化した高岡電灯ではなく富山電気が直接行った。富山電気では大口供給拡大の結果供給力不足に陥る。高岡電灯では自社区域の需要増加に富山電気からの受電増強で対応していたが、同社も1920年（大正9年）上期に新規申し込みに対応できなくなるほどの供給力不足に追い込まれ、同年9月より富山県内で水力開発を手掛ける立山水力電気からの受電を余儀なくされた。受電電力は1921年6月時点で立山水力電気からは100キロワット、富山電気からは1,119キロワットであった。
高岡電灯の拡大の一方、高岡でも都市ガス事業が計画され、1914年4月に高岡瓦斯（現・高岡ガス）が発足、7月からガス供給が開始された。この高岡におけるガス事業は、初め高岡電灯の兼営とする予定で菅野伝右衛門らが準備していたが、事業許可を得た段階で関東のガス工事業者に権利を譲渡し撤退していた。これは公共性の強い事業を2つとも高岡電灯が独占するという事態は避けた方がよい、との判断からであるという。ガス開業からほどなく神通川で洪水が発生し庵谷発電所が故障して40日間の停電が発生、この間電灯需要家が一部ガス灯へ流出した。しかし高岡電灯側が復旧とともに電力消費が少なく明るいタングステン電球の普及に力を入れるとガス灯の優位性はなくなった。従って高岡瓦斯では熱用利用の普及に力を入れた。

### 合併路線の推進
1924年（大正13年）上期における射水郡七美村への新規供給を最後に、開業以来の供給区域拡大が終了した。従って高岡電灯では区域内に残る未配電地域への給電や全体的な電灯利用普及を図る方針へと転換し、特に1923年（大正12年）下期には20周年記念と銘打って増灯・増燭勧誘を全職員を挙げて実施、1か月の期間中に7千灯の増灯と10万燭の増燭を達成した。その後も電灯・電力や農事電化、家庭電化の分野で勧誘に努めた。電化は地場産業である銅器や漆器の工場にも浸透し、呉西平野の水田地帯では電動揚水機・排水機が普及していった。
この1920年代には、高岡電灯は積極的な合併路線を採り、1924年から1929年（昭和4年）にかけて4社の電力会社を合併した。最初の合併は1924年5月の神通川電気（下記で詳述）である。同社は1919年12月に設立。1922年（大正11年）1月に開業し、五平定発電所をはじめ水力発電所3か所（総出力3,300キロワット）を運転していた。この神通川電気の合併により高岡電灯は受電依存からの脱却を果たす。
2番目の合併は1928年（昭和3年）5月31日のことで、石川県能登地方の能州電気を合併し、鹿島郡端村大字和倉（現・七尾市）に「能州支社」を設置して石川県へと進出した。この能州電気は1921年7月に鹿島郡中島村（現・七尾市）にて設立され、翌年にかけて能登半島北部に散在した4つの電力会社を統合していた。自社発電所は持たず、金沢から穴水まで送電線を持っていた金沢市営電気から受電した。また同時期、富山電気も七尾の能登電気を合併するなど能登半島への進出を図っていたことから、能登半島の電気事業は高岡電灯と富山電気という富山県の事業者によって分割されることとなった。
1929年の合併は、10月1日の北陸共同電気の合併と、10月31日の石動電気合併の2件であった。うち北陸共同電気は石川県下の有力事業者が富山方面から受電するために1924年5月に設立したもので、石動開閉所にて日本電力より受電し、県境を越えて津幡で小松電気、金沢で市営電気、小松で小松電気・大聖寺川水電・小松製作所へとそれぞれ電力を供給していた。一方石動電気は高岡の西方、富山県西礪波郡石動町（現・小矢部市）の電力会社で、1911年9月に開業、一部石川県にも供給区域を広げていた。この2社の合併で高岡電灯は支社を石動町と金沢市にも構えた。また石動電気が株式を持っていた石川県の金沢電気軌道が新たに関係会社となっている。
高岡電灯の資本金は神通川電気合併により100万円から180万円へ、1926年（大正15年）12月の増資で540万円へ（公募はせず既存株主に対し持株1株につき2株の割合で割り当て）、能州電気の合併で640万円へ、北陸共同電気・石動電気の合併で983万円へと順次増加した。供給成績も急速に伸長し、電灯数は1923年に6万灯を数え、1928年には倍増の12万灯、1929年には一挙に20万灯を超える規模となったほか、電力供給についても1920年代後半には8,000キロワットを超えている。一連の合併によって高岡電灯は北陸地方における中核電力会社の一つとなった。
なお石動電気と北陸共同電気の合併に伴い、両社共通の大株主であった業界大手の日本電力（厳密には同社傘下の投資会社「日電証券」）が高岡電灯の筆頭株主となった。持株比率は5パーセント程度。傘下となったことで日本電力から役員が派遣されたが、引き続き社長は創業者の菅野伝右衛門のままで、その周囲の経営陣も地元有力者であったことから、日本電力が経営面で与えた影響は限定的である。

### 料金値下げ問題・市営化問題
1920年代を通じて、高岡電灯の配当率は年率10パーセント以上を維持し、特に1922年から1926年にかけては年率15パーセントの配当を行っていた。1920年代の慢性的な不況下にあっても配当が安定した高岡電灯の株式は地方の「財産株」として重宝されたが、一方で不当な利益を得ているとして批判的な世論を高めることとなった。そうした不満は、1924年9月11日、市民による争議団が電灯料金値下げ要求を会社に突きつけるという形で表面化する。同時期、公共性の高い電気事業は市営化すべきという動きが高岡市会にあったことから、翌12日には市会で電灯市営の調査が議決された。
争議団は「高岡市電力値下期成同盟会」を組織し、10月にかけて市内各地で演説会を開いて値下げ運動を展開するが、会社側の態度は強硬であった。11月に富山県では摂政宮（後の昭和天皇）も参加する陸軍大演習の開催が予定されていることから、高岡市長の上埜安太郎は早期解決を図り調停に入るが、同盟会側が調停を拒否し、大演習が始まる11月1日を期して消灯運動を始める構えを見せた。しかし大演習中の争議運動は逆に市民の顰蹙を買い、同盟会内の強硬派が力を失って10月31日に穏健派幹部が市長に陳謝して騒動はひとまず収拾された。ただしその後も会社と同盟会の間で料金をめぐる対立がしばしば発生した。
1928年、滑川など富山電気（日本海電気）の管内で値下げ運動から発展した大規模な争議が発生した（富山電気争議）。高岡電灯にも紛争が飛び火したことから、日本海電気での紛争解決を待って1928年9月30日に日本海電気と同一料金とするという料金改定を発表した。この改定で10燭灯は月額50銭と開業時の半額となった。
翌1929年3月、高岡市会の電灯市営調査委員会は相次ぐ合併で会社規模が大きくなりすぎて市営化は不可能になったとの結論を出し、電灯市営化は断念するものの他都市に倣って会社に報償契約締結を求めるべきことを建言した。これを機に高岡市は報償契約締結を求めるが、会社側は応じず、代わりに市民の恩顧に報いるとして寄付を申し出た。結局同年7月、市の水道事業に2万5000円を寄付するので1936年（昭和11年）末まで報償その他を要求しない、という旨の契約が結ばれた。契約改訂が近づいた1936年10月、市は再び年額報償金納付とさらに公会堂建設費の寄付を会社に求める。交渉の結果、1937年（昭和12年）8月に年額6000円の報償金納付と旧社屋敷地290坪の寄付が取り決められた。

### 牛ヶ首用水における発電所建設

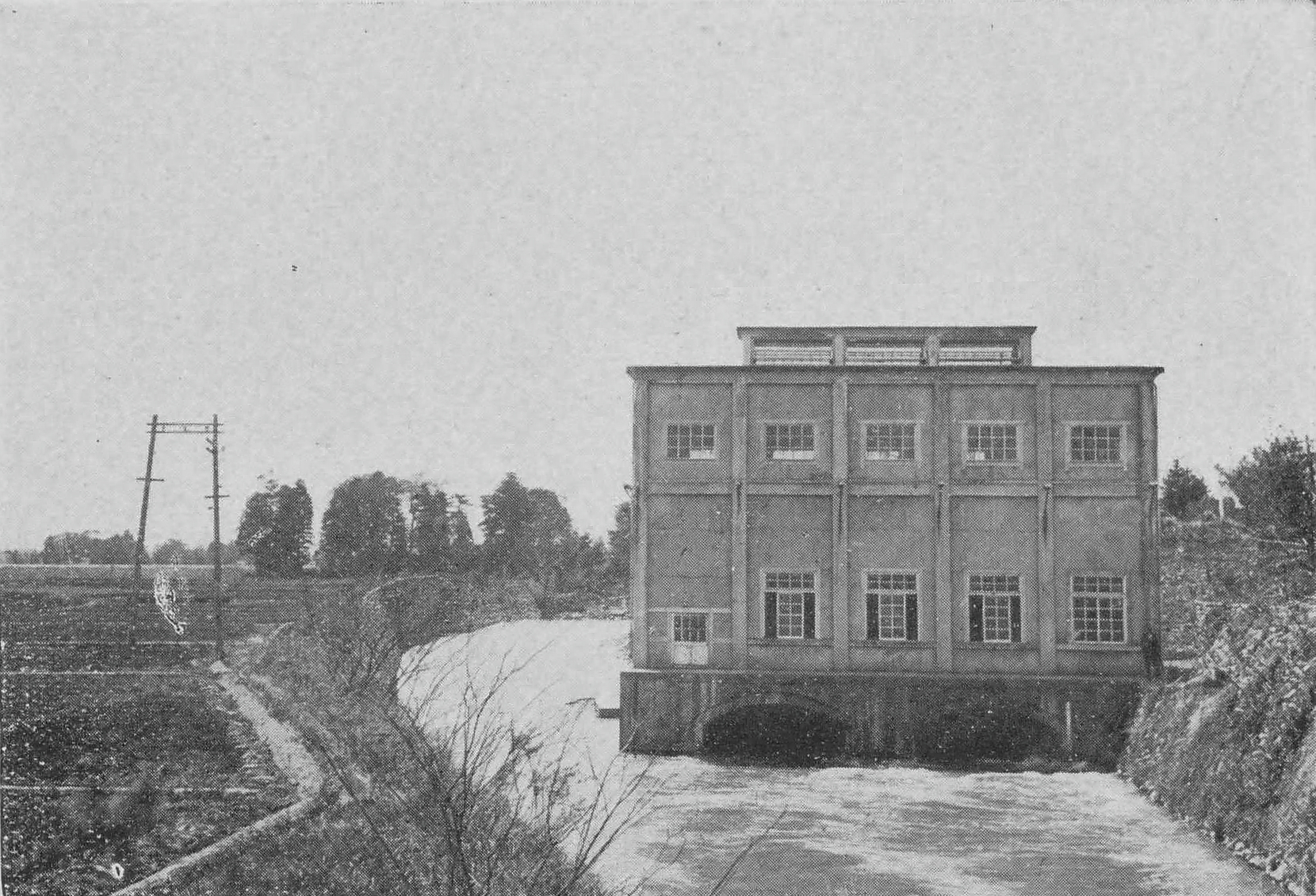
成子発電所

神通川電気の合併により取得した3つの水力発電所は、いずれも神通川より取水する牛ヶ首用水にあった。合併後も高岡電灯によって水力発電所3か所が増設されており、牛ヶ首用水の発電所は計6か所となった。
この牛ヶ首用水は、神通川本流から取水し、山田川・井田川を横断して富山平野のうち井田川左岸から神通川左岸にかけての地域に灌漑する、江戸時代からある用水路である。水量・落差ともに豊富で水力発電の適地であることから発電所建設計画が立てられ、地元としても灌漑に使わない神通川本流取水地点から井田川までの8キロメートルについて管理権を電力会社に委譲し使用料を徴収できる、ということで1919年12月に会社側と用水組合との間で合意が成立。1922年1月5日に成子発電所（出力1,000キロワット）と五平定発電所（同1,200キロワット）、同年12月20日には四津屋発電所（出力1,100キロワット）がそれぞれ運転を開始した。なお神通川電気の資本金は200万円で、筆頭株主でもある建設業経営の佐藤助九郎が社長を務めた。
神通川電気の供給区域は用水沿いの婦負郡宮川村・熊野村（現・富山市）に限られ、電灯・電力供給は小規模であったから、余剰電力は当初立山水力電気へと売却された。その後1924年1月より、工事資金の融通を受けていた関係から日本電力への電力供給が始まり、神通川電気が高岡電灯に合併された後の1929年1月まで供給が継続された（供給電力は3,250キロワット、うち1,500キロワットを1925年6月より高岡電灯で買い戻し）。この間の1928年12月、五平定発電所から高岡市内の大野変電所まで、自社送電線が完成している。
1930年代になると発電所新設が再開され、まず1934年（昭和9年）1月20日に成子第二発電所（出力1,760キロワット）が建設された。この発電所建設に連動して、神通川の流れの変化で取水できなくなっていた神通川と井田川に挟まれた地域に灌漑する7本の用水路の合口事業が富山県により行われ、発電所放水路より取水する合口幹線が整備されている。次いで翌1935年（昭和10年）4月1日、県による用水改良工事で生じた最下流の水力地点に下井沢発電所（650キロワット）を新設。1937年1月15日には最上流部にて薄島発電所（4,010キロワット）が運転を開始した。

### 電力供給増加と大口需要開拓

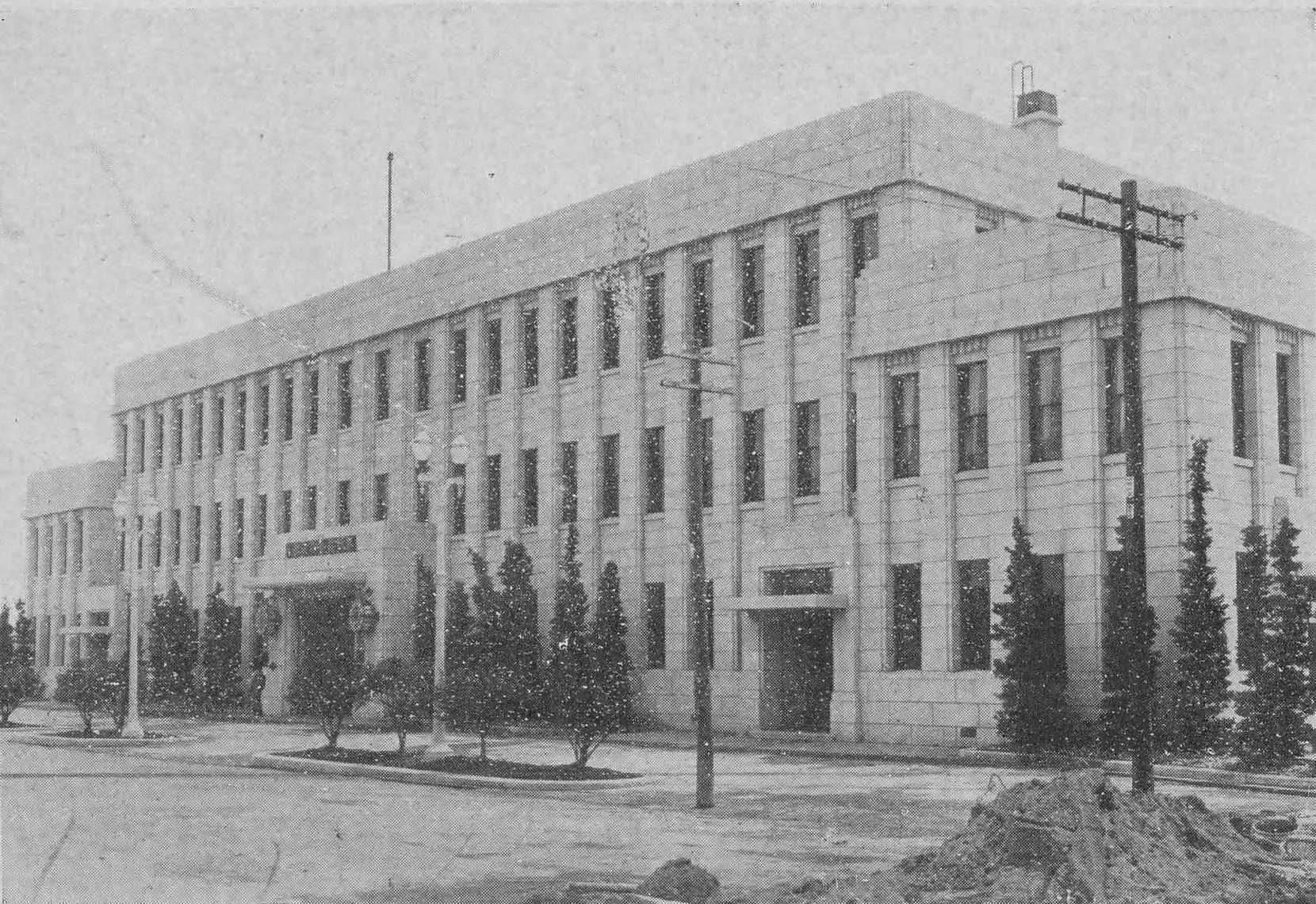
1934年建設の本社ビル。後に本丸会館と呼ばれる建物

1930年代の自社水力開発の結果、1937年末時点で水力発電所8か所・総出力1万1,252.5キロワットを持つに至る。加えて関係会社の手取川水力電気が出力1,470キロワットの白山発電所を、同じく関係会社の石川電気が出力1,600キロワットの鶴来発電所を、それぞれ石川県を流れる手取川にて1937年に建設している。前者の発生電力は金沢電気軌道、後者の発生電力は金沢市営電気へとそれぞれ供給された。発電力増強の一方、受電についても拡大しており、1937年末時点では日本電力・日本海電気・立山水力電気・金沢市営電気の4事業者から計1万9,390キロワット（融通電力を計算に含まず）を受電していた。なお立山水力電気以外の3事業者は高岡電灯の受電元であるとともに供給先でもあるという関係であった。
供給についてみると、1930年代は石川県内の供給区域内における電灯需要家数の増加が目立った。反面、富山県内の需要家数はほとんど伸びなかったが、需要家あたりの電灯数は富山県内の供給区域の方が伸長している。1938年（昭和13年）11月末時点での電灯取付数は30万8,714灯であった。電力供給については、1938年11月末には大口電力2万1,680キロワット・小口電力7,245キロワットとなっていた。1939年末時点のものではあるが、大口需要家（供給電力1,000キロワット以上を挙げた）は以下のものがあった。
- 日本電気冶金大門工場：3,400キロワット供給（現・新日本電工北陸工場）
- 日本曹達高岡工場：3,000キロワット供給
- 日本鋼管電気製鉄所：1,650キロワット供給（現・JFEマテリアル）
- 呉羽紡績井波工場：1,200キロワット供給（現・東洋紡井波工場）
- 日清紡績高岡工場：1,000キロワット供給
- 小松製作所：5,100キロワット供給

上記のうち日本電気冶金・呉羽紡績・日本曹達は1930年代に現れた大口需要にあたる。大口需要を中心に電力供給が大きく伸長した結果、1934年下期に初めて電灯料収入よりも電力料収入が多くなり、1938年下期には電力料収入が全収入の6割近くを占めるまでになった。
大口需要家のうち、1937年に供給を始めた日本曹達高岡工場に関し、その建設に際して高岡電灯は誘致活動を展開していた。当時の高岡電灯支配人兼営業部長は西泰蔵であったが、日本海電気に合併された中越水電に在籍していたこともあり、中越水電時代に日本曹達の新工場を富山市へ誘致していた関係から日本曹達社長中野友禮と友人であった。西は移籍後に高岡電灯の余剰電力受け入れを中野へ打診したところ、日本曹達としても新しい電解ソーダ工場の建設予定地を探していたため、西の要請を受け入れるとともに土地の斡旋を依頼した。その結果、日本曹達は当時工場誘致で積極的であった高岡市より補助金を得て向野地区へと進出、高岡工場を建設したのである。まず1934年9月より電解工場が操業を開始し、1937年からはアルミニウム製錬工場の操業も始まった。なおこのように操業を開始した日本曹達高岡工場だが、日本電力からの受電の方が2万1,500キロワット（1939年末時点）と7倍も多い。
電気事業とは別に、先述の高岡瓦斯について、1939年（昭和14年）1月に当時の大株主であった姫路の山陽瓦斯より株式を買収し、傘下に収めた。常務の吉田作助が高岡瓦斯社長、社長の菅野伝右衛門が同社取締役となるなど高岡電灯役員が経営陣に入り、高岡電灯の解散後もこの体制がそのまま維持された。

### 北陸合同電気への参加
1939年の日本発送電設立に帰結する1930年代後半の電力国家管理への流れの中、全国的に小規模事業者の統合が盛んになった。高岡電灯でも逓信省の指導もあって1938年10月1日に能登半島の鳳至電気より事業を譲り受け、約6,000灯の電灯供給と若干の電力供給を引き継いだ。同社は1924年1月に設立、同年8月に開業。供給区域は鳳至郡のうち8村で、高岡電灯の供給区域に東西を挟まれていた。この統合に際して、関係会社の大岩電気を供給区域の地理的関係より日本海電気へと統合させた。大岩電気は中新川郡上市町の事業者で、1926年に高岡電灯の傘下に入っていた。次いで1939年（昭和14年）11月1日には二俣水力電気より事業を譲り受けた。同社は石川県河北郡浅川村（現・金沢市）で1923年4月に開業した小事業者である。事業統合以外にも、1938年7月に高岡電灯は出町電灯の全株式を買収した。同社は高岡市の南方、東礪波郡出町（現・砺波市）の小事業者で、買収時は1万灯余りの電灯と若干の電力供給を行っていた。
1939年4月1日に全国の事業者から主要電力設備の現物出資を受けて国策電力会社日本発送電が設立されたが、この段階では高岡電灯を含む北陸地方を本拠とする電力会社で、日本発送電へと設備を出資した事業者は存在していない。また日本発送電は設立当初、主要水力発電所の発生電力を買い入れ、これを電気事業者に対し供給する、というのが主たる業務であったが、高岡電灯とは送受電の関係は生じていない。なお1939年末時点での発受電は、自社水力発電が8か所・総出力1万1,185キロワット、受電が日本電力・立山水力電気・日本海電気・金沢電気軌道・金沢市営電気の5事業者より計2万1,740キロワット（融通電力を計算に含まず）であった。
1940年（昭和15年）になると、日本発送電の体制強化と配電事業の統合・国家統制を目指す動きが生じる（第2次電力国家管理）。この動きに対して、日本海電気を率いる山田昌作は自主統合と事業合理化を急ぎ進める方針を打ち出し、高岡電灯社長の菅野伝右衛門に話を持ち込んだ。菅野は高岡電灯社内の意見不一致から統合に消極的であったが、山田や日本海電気から移ってきた支配人西泰蔵の熱心な説得により統合に前向きとなったという。高岡電灯が合同参加意思を示したことで名古屋逓信局も北陸3県の事業統合を慫慂するに至る。1940年末より合同に向けた準備が始まり、翌1941年（昭和16年）3月10日には合併契約調印へと進んだ。
合同に参加する電力会社は日本海電気・高岡電灯・金沢電気軌道・小松電気・大聖寺川水電・越前電気の6社に出町電灯・手取川水力電気・石川電気を含む各社の関係会社6社をあわせた合計12社。これは福井県の大部分に供給する京都電灯を含まないが、北陸3県の主たる民間事業者を網羅する。1941年3月29日、高岡電灯は臨時株主総会にて合併を議決。そして同年8月1日に12社合同が成立、新会社北陸合同電気株式会社が発足した。この新設合併に伴い高岡電灯を含む旧会社12社は解散している。高岡電灯で社長を務めた菅野伝右衛門は新会社の会長に転じた。
北陸合同電気成立直後の1941年8月末、第2次電力国家管理の一環として国策配電会社による配電統合を盛り込む配電統制令が施行された。配電統制に際し、初めは全国を8ブロックに分割して地域別に配電事業を統合する案が優勢で、北陸3県は東海地方とあわせた中部ブロックに含まれる予定であった。ところが北陸合同電気で社長となる山田昌作は北陸3県の独立運動を強力に展開し、新会社発足直後に北陸3県を東海地方と別ブロックとすることを認めさせた。そして9月、北陸合同電気・京都電灯・日本電力と市営供給事業を営む金沢市に対して国策配電会社「北陸配電」の設立命令が出され、翌1942年（昭和17年）4月1日に富山・石川両県と福井県の若狭地方を除く地域を配電区域とする北陸配電が設立をみた。

### 年表
- 1900年（明治33年）
  - 5月1日 - 高岡紡績が電気供給事業許可を取得。
- 1903年（明治36年）
  - 7月20日 - 高岡電灯株式会社設立、高岡紡績より事業権を引き継ぐ。
  - 12月31日 - 高岡電灯、火力発電により開業。
- 1911年（明治44年）
  - 5月 - 富山電気（後の日本海電気）からの受電に転換。
- 1919年（大正8年）
  - 12月11日 - 神通川電気設立。
- 1922年（大正11年）
  - 1月5日 - 神通川電気により成子発電所・五平定発電所運転開始。
  - 12月20日 - 神通川電気により四津屋発電所運転開始。
- 1924年（大正13年）
  - 5月 - 神通川電気を合併。
- 1928年（昭和3年）
  - 5月31日 - 能州電気を合併。
- 1929年（昭和4年）
  - 10月1日 - 北陸共同電気を合併。
  - 10月31日 - 石動電気を合併。
- 1934年（昭和9年）
  - 1月20日 - 成子第二発電所運転開始。
  - 7月9日 - 本社新築完成、移転[58]。
- 1935年（昭和10年）
  - 4月1日 - 下井沢発電所運転開始。
- 1937年（昭和12年）
  - 1月15日 - 薄島発電所運転開始。
- 1938年（昭和13年）
  - 7月 - 出町電灯の全株式を買収。
  - 10月1日 - 鳳至電気より事業を譲り受ける。
- 1939年（昭和14年）
  - 11月1日 - 二俣水力電気より事業を譲り受ける。
- 1941年（昭和16年）
  - 3月10日 - 高岡電灯を含む北陸3県の12事業者で合併契約を締結。
  - 8月1日 - 北陸合同電気株式会社設立。高岡電灯は解散。
- 1942年（昭和17年）
  - 4月1日 - 北陸合同電気・京都電灯・日本電力の3社と金沢市営電気供給事業の出資・統合により北陸配電設立。

## 供給区域一覧

### 1921年時点
1921年（大正10年）6月末時点における高岡電灯の電灯・電力供給区域は以下の通り。区域はすべて富山県内である。
| 市部 （1市）       | 高岡市 |
| 射水郡 （23町村）  | 横田村・佐野村・二塚村・下関村・野村・能町村・伏木町・二上村・守山村・西条村・牧野村（現・高岡市）、 新湊町・片口村・堀岡村・海老江村・下村・大江村・小杉町・黒河村・橋下条村・水戸田村・二口村・大島村（現・射水市） |
| 氷見郡 （2村）     | 太田村（現・高岡市）、 宮田村（現・氷見市） |
| 西礪波郡 （4町村） | 福田村・東五位村・立野村・国吉村（現・高岡市） |

### 1937年時点
1937年（昭和12年）12月末時点における高岡電灯の電灯・電力供給区域は以下の通り。区域は県別（富山県・石川県）に整理している。1938年・39年になって高岡電灯に統合された鳳至電気・二俣水力電気の供給区域についてもあわせて記す。

#### 富山県
| 高岡電灯 電灯・電力供給区域 | 高岡電灯 電灯・電力供給区域 |
| --------------------------- | --- |
| 市部 （1市）                | 高岡市 |
| 射水郡 （28町村）           | 郡内全町村（現・高岡市・射水市・富山市） |
| 婦負郡 （2村）              | 宮川村・熊野村（現・富山市） |
| 氷見郡 （4村）              | 太田村（現・高岡市）、 宮田村・久目村・速川村（現・氷見市） |
| 東礪波郡 （21町村）         | 中田町・般若野村・北般若村（現・高岡市）、 東般若村・栴檀野村・般若村・南般若村・中野村・種田村・青島村・東山見村・五鹿屋村（一部）（現・砺波市）、 野尻村（一部）・井波町・南山見村・山野村・高瀬村・城端町・蓑谷村・南山田村・大鋸屋村（現・南砺市） |
| 西礪波郡 （31町村）         | 戸出町・是戸村・醍醐村・小勢村・福田村・東五位村・立野村・福岡町・山王村・大滝村・西五位村・五位山村・赤丸村・石堤村・国吉村（現・高岡市）、 石動町・正得村・荒川村・子撫村・宮島村・南谷村・埴生村・松沢村・水島村・津沢町（現・小矢部市）、若林村（現・小矢部市・砺波市）、高波村（現・砺波市）、 福光町（一部）・吉江村（一部）・西太美村（一部）・太美山村（現・南砺市） |

#### 石川県
| 高岡電灯 電灯・電力供給区域     | 高岡電灯 電灯・電力供給区域 |
| ------------------------------- | --- |
| 石川郡 （1村）                  | 湯涌谷村（現・金沢市） |
| 河北郡 （3町村）                | 浅川村（一部）（現・金沢市）、 七塚村・高松町（現・かほく市） |
| 羽咋郡 （16町村）               | 河合谷村（現・津幡町）、 南大海村（現・かほく市）、 北大海村・末森村・中荘村・北荘村・柏崎村（現・宝達志水町）、 粟ノ保村（現・羽咋市）、 福浦村・富来町・稗造村・東増穂村・西増穂村・西浦村・西海村（現・志賀町）、 釶打村（現・七尾市） |
| 鹿島郡 （9町村）                | 和倉町（一部）・笠師保村・豊川村・中島村・熊木村・西岸村・西島村・中乃島村・東島村（現・七尾市） |
| 鳳至郡 （4町村）                | 剱地村（現・輪島市）、 穴水町、住吉村（現・穴水町）、 宇出津町（現・能登町） |
| 珠洲郡 （11町村）               | 郡内全町村（現・能登町・珠洲市） |
| 鳳至電気 電灯・電力供給区域     | |
| 鳳至郡 （8村）                  | 町野村・南志見村（現・輪島市）、 柳田村（一部）・神野村・三波村・鵜川村（現・能登町）、 諸橋村・兜村（現・穴水町） |
| 二俣水力電気 電灯・電力供給区域 | |
| 河北郡 （1村）                  | 浅川村（一部）（現・金沢市） |

## 発電所一覧

### 北陸配電移管分
高岡電灯が運転していた発電所のうち、北陸配電へ引き継がれたものは以下の7か所である。
- すべて水力発電所である。また富山県内に所在。
- 高岡電灯から北陸合同電気を経て1942年4月以降は北陸配電に帰属[60]。その後1951年5月の電気事業再編成にていずれも北陸電力に継承されている[61]。

| 発電所名     | 出力 (kW)    | 所在地・河川名                                          | 所在地・河川名                         | 運転開始       | 備考                             |
| ------------ | ------------ | ------------------------------------------------------- | -------------------------------------- | -------------- | -------------------------------- |
| 薄島         | 4,010        | 婦負郡杉原村（現・富山市） （河川名：神通川）           | 北緯36度36分0秒 東経137度10分29秒      | 1937年1月      |                                  |
| 成子         | 1,000 →1,250 | 婦負郡宮川村（現・富山市） （河川名：神通川牛ヶ首用水） | 北緯36度36分36秒 東経137度10分39.5秒   | （1922年1月）  | 前所有者：神通川電気             |
| 成子第二     | 1,760 →1,540 | 婦負郡宮川村（現・富山市） （河川名：神通川牛ヶ首用水） | 北緯36度36分34.6秒 東経137度10分41.3秒 | 1934年1月      |                                  |
| 五平定       | 1,200 →1,550 | 婦負郡宮川村（現・富山市） （河川名：神通川牛ヶ首用水） | 北緯36度37分16.8秒 東経137度10分28.3秒 | （1922年1月）  | 前所有者：神通川電気             |
| 四津屋       | 1,100 →1,370 | 婦負郡宮川村（現・富山市） （河川名：神通川牛ヶ首用水） | 北緯36度37分52.2秒 東経137度9分57.5秒  | （1922年12月） | 前所有者：神通川電気             |
| 下井沢       | 650          | 婦負郡熊野村（現・富山市） （河川名：神通川牛ヶ首用水） | 北緯36度38分10.6秒 東経137度9分28.2秒  | 1935年4月      |                                  |
| 小矢部川第一 | 800          | 西礪波郡西太美村（現・南砺市） （河川名：小矢部川）     |                                        | （1914年2月）  | 前所有者：石動電気 1965年7月廃止 |

### 廃止発電所
高岡電灯が運転していた発電所のうち、自社で廃止したものは以下の5か所である。
- 所在地は特記のない限り富山県内である。

| 発電所名 | 種別 | 出力 (kW) | 所在地・河川名                                                | 運転開始      | 廃止       | 備考                   |
| -------- | ---- | --------- | ------------------------------------------------------------- | ------------- | ---------- | ---------------------- |
| 横田村   | 汽力 | 60        | 射水郡横田村（現・高岡市）                                    | 1903年12月    | 1911年     |                        |
| 蓑谷     | 水力 | 104       | 東礪波郡蓑谷村（現・南砺市） （河川名：小矢部川水系池川）     | （1913年6月） | 1931年     | 前所有者：石動電気     |
| 宮島     | 水力 | 82.5      | 西礪波郡宮島村（現・小矢部市） （河川名：小矢部川水系子撫川） | （1911年8月） | 1939年     | 前所有者：石動電気     |
| 棚懸     | 水力 | 18        | 氷見郡久目村（現・氷見市） （河川名：上庄川）                 | （1923年）    | 1932年10月 | 前所有者：石動電気     |
| 二俣     | 水力 | 15        | 石川県河北郡浅川村（現・金沢市） （河川名：森下川）           | （1923年4月） | 1940年     | 前所有者：二俣水力電気 |

## 傘下の小規模電気事業者
高岡電灯の傘下企業として1941年の北陸配電設立に参加した小規模事業者3社、出町電灯・手取川水力電気・石川電気について会社の概要を以下に記す。

### 出町電灯
出町電灯株式会社は、1910年（明治43年）10月12日、富山県東礪波郡出町（現・砺波市）に設立された。当初の資本金は1万5000円で、地元東礪波郡の人物が経営にあたった。開業は1912年（明治45年）2月28日で、当初の電源は吸入式ガス機関により出力31キロワットの直流発電機を稼働させる小規模火力発電所によった。
出町電灯のある東礪波郡では、1913年に福野で福野電灯、井波で砺波電気が開業していたが、1923年（大正12年）に中越水電および石動電気に合併され両社とも消滅した。一方で出町電灯はその後もそのまま存続し、前述のように1938年（昭和13年）7月になって高岡電灯の傘下に入ったのである。1940年末時点では電灯数1万2,236灯、電力供給551キロワットという事業規模で、北陸合同電気参加企業の中では発電専業の石川電力に次ぐ小規模事業者であった。
1937年12月末時点における出町電灯の供給区域は以下の10町村であった。
- 東礪波郡：
  - 出町・油田村・庄下村・柳瀬村・太田村・五鹿屋村（一部）・東野尻村（現・砺波市）
  - 野尻村（一部）（現・南砺市）
- 西礪波郡：
  - 林村・鷹栖村（現・砺波市）

### 手取川水力電気
手取川水力電気株式会社は、石川県金沢市に本社を構えた発電専業の電力会社である。設立は1931年（昭和6年）1月25日。遅れて1934年（昭和9年）に高岡電灯の傘下に入った。
手取川水力電気の発電所は、手取川の白山発電所と同水系大日川の神子清水発電所の2か所。前者は自社の手で1937年（昭和12年）6月に新設したもので、発生電力全部を金沢電気軌道へと供給した。後者は遊泉寺鉱山の自家用発電所として1908年（明治41年）に完成。小松製作所に譲渡されたのち1930年（昭和5年）12月に大日川電気へと渡り、1936年（昭和11年）2月に大日川電気の合併で手取川水力電気が取得した。なお大日川電気は高岡電灯が北陸共同電気合併を機に1930年5月に設立した会社である。神子清水発電所の発生電力は金沢市営電気へと供給された。
| 発電所名 | 出力 (kW) | 所在地・河川名                                                | 運転開始   | 備考                                                             |
| -------- | --------- | ------------------------------------------------------------- | ---------- | ---------------------------------------------------------------- |
| 神子清水 | 280       | 石川県能美郡鳥越村（現・白山市） （河川名：手取川水系大日川） | 1908年12月 | 現・北電神子清水発電所（北緯36度20分46.2秒 東経136度36分29.5秒） |
| 白山     | 1,470     | 石川県石川郡河内村（現・白山市） （河川名：手取川）           | 1937年6月  | 現・北電白山発電所（北緯36度26分8.5秒 東経136度37分59.0秒）      |

### 石川電気
石川電気株式会社は、手取川水力電気と同じく石川県金沢市に本社を構えた発電専業の電力会社である。設立は1935年（昭和10年）7月12日。矢作水力傘下の電力会社として設立されたが、1938年に高岡電灯の傘下に入った。
石川電気は手取川に出力1,600キロワットの鶴来発電所を建設し、1937年7月に開業した。発生電力はすべて金沢市営電気へと供給された。
| 発電所名 | 出力 (kW) | 所在地・河川名                                              | 運転開始  | 備考                                                         |
| -------- | --------- | ----------------------------------------------------------- | --------- | ------------------------------------------------------------ |
| 鶴来     | 1,600     | 石川県石川郡鶴来町（現・白山市） （河川名：手取川七ヶ用水） | 1937年7月 | 現・北電鶴来発電所（北緯36度26分46.3秒 東経136度37分31.0秒） |